# Ardisia brittonii
Ardisia brittonii är en viveväxtart som beskrevs av William Thomas Stearn. Ardisia brittonii ingår i släktet Ardisia och familjen viveväxter. Inga underarter finns listade i Catalogue of Life.